# Нуруосмание
Мече́ть Нуруосмание́ (тур. Nuruosmaniye Camii) — мечеть XVIII века, расположенная в старой части Стамбула на площади Чемберлиташ.

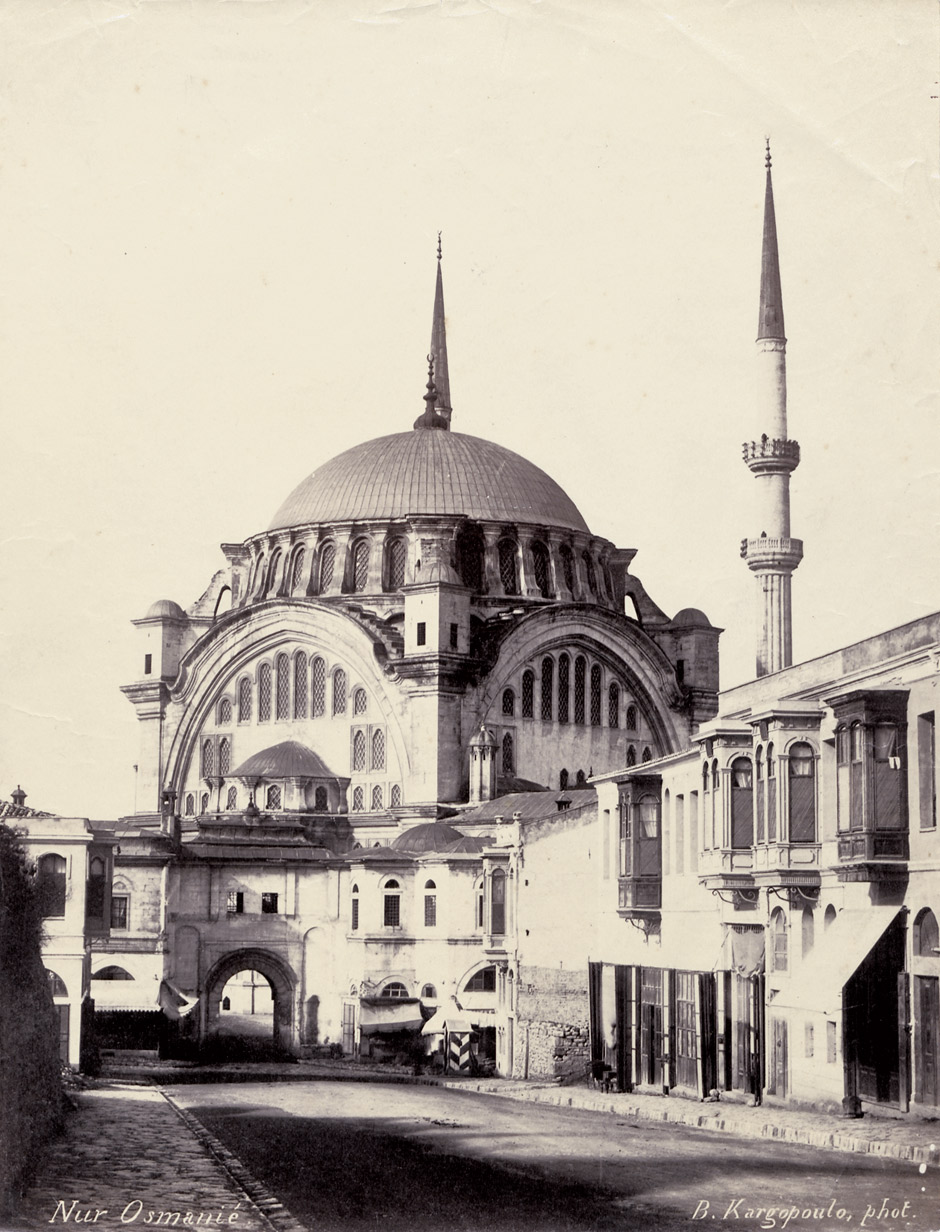
Мечеть Нуруосмание в 1870 году.

## История
Спроектирована архитектором-греком-христианином по имени Симеон Калфа. Строительство мечети началось в 1748 (по другим данным в 1749) году в период правления султана Махмуда I (1730—1754) и окончено в 1755 году в период правления султана Османа III. Мечеть построена в стиле барокко. Комплекс построен на месте другой мечети (мечети Фатьмы-хатун), уничтоженной пожаром. По традиции мечети присваивалось имя основателя, но султан Махмуд I умер, не дождавшись окончания строительства. Его преемник, Осман III, присвоил мечети имя Нуруосмание (тур. Nur-u Osmani — Священный свет Османа). Так же название относят к стиху из суры Аль-Нур «Бог есть свет небес и земли» (тур. Allah, göklerin ve yerin nurudur), который включен в купол.
Другим отступлением от традиций являются украшения на внешних стенах здания, декорированные верхушки минаретов и большая ниша в центральном нефе с тремя входными дверями. Один из крупнейших куполов мечетей установлен на четырех арках с 32 окнами. Мечеть освещена 174 окнами, расположенными в 5 рядов. Окна также декорированы в стиле барокко. Михраб тоже отличается от классического и накрыт полукуполом. Единственный элемент, отражающий старые традиции, — это широкий резной фриз внутри здания, с прекрасным каллиграфическим изображением первой суры Корана.
Комплекс состоит из мечети, медресе, имарета (столовая), тюрбе матери Османа III — валиде Шехсувар Султан, библиотеки рукописей на османском, арабском и персидском языках и фонтана, стоящего прямо у входа в Капалы Чарши.